# Daviesia nematophylla
Daviesia nematophylla är en ärtväxtart som beskrevs av George Bentham. Daviesia nematophylla ingår i släktet Daviesia, och familjen ärtväxter. Inga underarter finns listade i Catalogue of Life.